# Rudow
Rudow, Berlin-Rudow – dzielnica (Ortsteil) Berlina w okręgu administracyjnym Neukölln. Od 1 października 1920 w granicach miasta.
W dzielnicy znajduje się stacja metra Rudow linii U7.